# H. Bustos Domecq
H. Bustos Domecq (Honorio Bustos Domecq) – pseudonim, pod którym wspólne utwory publikowali argentyńscy pisarze Jorge Luis Borges i Adolfo Bioy Casares. 
W Polsce nakładem Wydawnictwa Literackiego (1985) ukazały się Kroniki Bustosa Domecqa – sygnowany rzeczywistymi nazwiskami autorów wybór krótkich, pełnych absurdalnego humoru, tekstów.